# Rendez-Vous
Rendez-Vous es el octavo álbum de estudio de Jean-Michel Jarre,  publicado en 1986 a través de Disques Dreyfus con licencia internacional a Polydor. La última canción del álbum pretendía incluir la interpretación de saxofón desde el espacio exterior por parte del astronauta Ron McNair, miembro de la tripulación del transbordador espacial Challenger, quien falleciera en el accidente ocurrido el 28 de enero de 1986. Se le dedicó la canción en su memoria, siendo interpretado el saxofón finalmente por Pierre Gossez.
El crítico musical John Bush en su reseña para Allmusic lo considera "un álbum de sonido apropiadamente cósmico y brillante synth pop. Consiste en la misma música que se escuchó en el concierto de Houston y muestra a Jarre acercándose al territorio del rock convencional, aunque aún con su modelo distintivo".

## Lista de temas
En su formato original (LP), así como también posteriormente en Casete la distribución era la siguiente:
| Lado A | |                   |          |  |
| N.º    | Título                                                                                               | Autor             | Duración |  |
| 1.     | «First Rendez-vous»                                                                                  | Jean-Michel Jarre | 2:54     |  |
| 2.     | «Second Rendez-vous, part 1» (interpretado con la Coral de Radio France dirigida por Sylvain Durand) | Jean-Michel Jarre | 2:35     |  |
| 3.     | «Second Rendez-vous, part 2»                                                                         | Jean-Michel Jarre | 3:16     |  |
| 4.     | «Second Rendez-vous, part 3»                                                                         | Jean-Michel Jarre | 2:18     |  |
| 5.     | «Second Rendez-vous, part 4»                                                                         | Jean-Michel Jarre | 2:42     |  |
| 6.     | «Third Rendez-vous» (Laser Harp)                                                                     | Jean-Michel Jarre | 3:30     |  |
| 17:15  | |                   |          |  |

| Lado B |                                                                  |                   |          |  |
| N.º    | Título                                                           | Autor             | Duración |  |
| 7.     | «Fourth Rendez-vous»                                             | Jean-Michel Jarre | 3:57     |  |
| 8.     | «Fifth Rendez-vous, part 1»                                      | Jean-Michel Jarre | 2:58     |  |
| 9.     | «Fifth Rendez-vous, part 2»                                      | Jean-Michel Jarre | 1:12     |  |
| 10.    | «Fifth Rendez-vous, part 3»                                      | Jean-Michel Jarre | 3:45     |  |
| 11.    | «Last Rendez-vous: Ron's Piece» (interpretado con Pierre Gossez) | Jean-Michel Jarre | 5:46     |  |
| 17:38  |                                                                  |                   |          |  |

En la versión en CD la distribución es la misma pero de corrido.

## Promocional «Fourth Rendez-vous 12-inch.»
Como promoción del álbum Jarre editó un disco en vinilo promocional con el sencillo «Fourth Rendez-vous» en versión extendida. Completando la canción por la cara B incluyó un tema compuesto durante la elaboración del álbum Zoolook (1984), titulado «Moon Machine», el cual sería primera vez que se divulgara públicamente. En el año 1991 Jarre incluyó este último tema en su álbum compilatorio Images. El 8 de noviembre de 2024, por primera vez «Moon Machine» es subido a las plataformas streaming, como bonus track del álbum Zoolook (40th Anniversary - new mastering).
| 12-inch. Fourth Rendez-vous |                                         |                   |          |  |
| N.º                         | Título                                  | Autor             | Duración |  |
| 1.                          | «Fourth Rendez-vous (extended version)» | Jean-Michel Jarre | 6:01     |  |
| 2.                          | «Moon Machine»                          | Jean-Michel Jarre | 2:59     |  |
| 9:00                        |                                         |                   |          |  |

## Otras versiones
| Tema                             | Album / Concierto                                                      | Año         | Nombre alternativo | Observaciones                                                                                 |
| -------------------------------- | ---------------------------------------------------------------------- | ----------- | ------------------ | --------------------------------------------------------------------------------------------- |
| «Second Rendez-vous»             | Rendez-Vous Houston / Cities in Concert, Houston-Lyon                  | 1986 / 1987 |                    |                                                                                               |
| «Second Rendez-vous»             | Rendez-Vous Lyon                                                       | 1986        |                    |                                                                                               |
| «Second Rendez-vous»             | Destination Docklands                                                  | 1988 / 1989 |                    |                                                                                               |
| «Second Rendez-vous»             | Paris La Defense                                                       | 1990        |                    |                                                                                               |
| «Second Rendez-vous»             | Images - The Best of Jean-Michel Jarre                                 | 1991        |                    | Versión más corta. Solo en formato CD.                                                        |
| «Second Rendez-vous»             | Images - The Best of Jean-Michel Jarre (remasterizado)                 | 1997        |                    | Versión más corta. Solo en formato CD.                                                        |
| «Second Rendez-vous»             | Swatch the World                                                       | 1992        |                    |                                                                                               |
| «Second Rendez-vous»             | Legends of the Lost City                                               | 1992        |                    |                                                                                               |
| «Second Rendez-vous»             | Europe in Concert                                                      | 1993        |                    | Acompañado por Patrick Rondat.                                                                |
| «Second Rendez-vous»             | Hong Kong                                                              | 1994        |                    | Acompañado por Patrick Rondat. No aparece en el álbum.                                        |
| «Second Rendez-vous»             | Oxygen in Moscow                                                       | 1997        |                    |                                                                                               |
| «Second Rendez-vous»             | The Twelve Dreams of the Sun                                           | 1999 / 2000 |                    |                                                                                               |
| «Second Rendez-vous»             | Hymn to the Akropolis                                                  | 2001        |                    |                                                                                               |
| «Second Rendez-vous»             | AERO - Tribute to the Wind                                             | 2002        |                    |                                                                                               |
| «Second Rendez-vous»             | Live in Beijing                                                        | 2004        |                    |                                                                                               |
| «Second Rendez-vous»             | Once Upon A Time                                                       | 2005        | «The Shadow»       | Nueva versión.                                                                                |
| «Second Rendez-vous»             | Salle des Étoiles                                                      | 2005        |                    | Versión de «Once Upon A Time».                                                                |
| «Second Rendez-vous»             | ("Solidarnosc") Space of Freedom                                       | 2005        |                    | Versión de «Once Upon A Time».                                                                |
| «Second Rendez-vous»             | LinX Live Event                                                        | 2005        |                    | Versión de «Once Upon A Time».                                                                |
| «Second Rendez-vous»             | Water for Life                                                         | 2006        |                    | Versión de «Once Upon A Time».                                                                |
| «Second Rendez-vous»             | Indoors arena tour                                                     | 2009 / 2011 |                    |                                                                                               |
| «Second Rendez-vous»             | Live in Monaco                                                         | 2011        |                    |                                                                                               |
| «Third Rendez-vous (Laser Harp)» | Rendez-Vous Houston / Cities in Concert, Houston-Lyon                  | 1986 / 1987 |                    |                                                                                               |
| «Third Rendez-vous (Laser Harp)» | Rendez-Vous Lyon                                                       | 1986        |                    |                                                                                               |
| «Third Rendez-vous (Laser Harp)» | Destination Docklands                                                  | 1988        |                    | No aparece ni en el VHS ni en el álbum del concierto.                                         |
| «Third Rendez-vous (Laser Harp)» | In-Doors Arena Tour                                                    | 2009 / 2011 |                    |                                                                                               |
| «Third Rendez-vous (Laser Harp)» | Live in Monaco                                                         | 2011        |                    | Desde la segunda manga.                                                                       |
| «Fourth Rendez-vous»             | Rendez-Vous Houston / Cities in Concert, Houston-Lyon                  | 1986 / 1987 |                    | Acompañado de Piere Gossez (solo final).                                                      |
| «Fourth Rendez-vous»             | Rendez-Vous Lyon                                                       | 1986        |                    | Acompañado de Piere Gossez (solo final).                                                      |
| «Fourth Rendez-vous»             | Destination Docklands                                                  | 1988 / 1989 |                    | Acompañado de Hank Marvin (solo final).                                                       |
| «Fourth Rendez-vous»             | Paris La Defense                                                       | 1990        |                    |                                                                                               |
| «Fourth Rendez-vous»             | Images - The Best of Jean-Michel Jarre                                 | 1991        |                    | Versión corta                                                                                 |
| «Fourth Rendez-vous»             | Images - The Best of Jean-Michel Jarre (remasterizado)                 | 1997        |                    | Versión corta                                                                                 |
| «Fourth Rendez-vous»             | Legends of the Lost City                                               | 1992        |                    |                                                                                               |
| «Fourth Rendez-vous»             | Europe in Concert                                                      | 1993        |                    | Acompañado por Patrick Rondat.                                                                |
| «Fourth Rendez-vous»             | Hong Kong                                                              | 1994        |                    | Acompañado por Patrick Rondat.                                                                |
| «Fourth Rendez-vous»             | Concert pour la Tolerance                                              | 1995        |                    | Acompañado por Patrick Rondat                                                                 |
| «Fourth Rendez-vous»             | Festa italiana                                                         | 1995        |                    |                                                                                               |
| «Fourth Rendez-vous»             | Oxygen in Moscow                                                       | 1997        |                    |                                                                                               |
| «Fourth Rendez-vous»             | Rendez-vous '98                                                        | 1998        | «Rendez-vous '98»  | Versión electrónica, con Apollo 440.                                                          |
| «Fourth Rendez-vous»             | Nuit Electronique                                                      | 1998        | «Rendez-vous '98»  | Versión electrónica, con Apollo 440.                                                          |
| «Fourth Rendez-vous»             | Hymn to the Akropolis                                                  | 2001        |                    | Acompañado por Patrick Rondat.                                                                |
| «Fourth Rendez-vous»             | AERO - Tribute to the Wind / A.E.R.O.                                  | 2002 / 2004 |                    | Versión AERO. Acompañado de Safri Duo.                                                        |
| «Fourth Rendez-vous»             | Live in Beijing                                                        | 2004        |                    | Versión AERO.                                                                                 |
| «Fourth Rendez-vous»             | ("Solidarnosc") Space of Freedom / Live From Gdańsk (Koncertw Stoczni) | 2005        |                    | Versión AERO.                                                                                 |
| «Fourth Rendez-vous»             | Water for Life                                                         | 2006        |                    | Versión AERO.                                                                                 |
| «Fourth Rendez-vous»             | Indoors Arena Tour                                                     | 2009 - 2011 |                    | Desde la segunda manga.                                                                       |
| «Fourth Rendez-vous»             | Essentials & Rarities                                                  | 2011        |                    |                                                                                               |
| «Fourth Rendez-vous»             | Live in Monaco                                                         | 2011        |                    |                                                                                               |
| «Last Rendez-vous: Ron's Piece»  | Rendez-Vous Houston / Cities in Concert, Houston-Lyon                  | 1986 / 1987 |                    | Acompañado de Piere Gossez.                                                                   |
| «Last Rendez-vous: Ron's Piece»  | Rendez-Vous Lyon                                                       | 1986        |                    | Acompañado de Piere Gossez.                                                                   |
| «Last Rendez-vous: Ron's Piece»  | A.E.R.O.                                                               | 2004        |                    | Versión AERO.                                                                                 |
| «Moon Machine»                   | Flexidisc de la revista Keyboard Magazine                              | 1986        |                    | Promocional.                                                                                  |
| «Moon Machine»                   | Rendez-vous Lyon (video)                                               | 1987        |                    | No fue tocado en el concierto. Solo aparece como tema de introducción al video del concierto. |
| «Moon Machine»                   | Images - The Best of Jean-Michel Jarre                                 | 1991        |                    |                                                                                               |
| «Moon Machine»                   | Images - The Best of Jean-Michel Jarre (remasterizado)                 | 1997        |                    |                                                                                               |

| Tema                 | Artista                       | Album                           | Año  | Nombre alternativo             | Observaciones                                          |
| -------------------- | ----------------------------- | ------------------------------- | ---- | ------------------------------ | ------------------------------------------------------ |
| «Second Rendez-vous» | Orquesta Filarmónica de Praga | The Symphonic Jean-Michel Jarre | 2006 |                                | Versión sinfónica.                                     |
| «Fourth Rendez-vous» | Apollo 440                    | Rendez-vous '98                 | 1998 | «Rendez-vous '98 (@440 remix)» | Versión electrónica. Remix del tema «Rendez-vous '98». |
| «Fourth Rendez-vous» | Orquesta Filarmónica de Praga | The Symphonic Jean-Michel Jarre | 2006 |                                | Versión sinfónica con guitarra eléctrica.              |